# Gene Hickerson
Robert Gene Hickerson (* 15. Februar 1935 in Trenton, Tennessee; † 20. Oktober 2008 in Cleveland, Ohio) war ein US-amerikanischer Footballspieler.

## Karriere
Hickerson begann seine Karriere als Footballspieler an der Highschool. In Memphis spielte er einige Zeit in einer Mannschaft mit Elvis Presley, mit dem ihn danach eine lebenslange Freundschaft verband. Während seiner Ausbildung an der University of Mississippi galt er bereits als einer der besten Offensivspieler der Southeastern Conference. Er wurde daraufhin im NFL Draft 1957 von den Cleveland Browns verpflichtet. Er verblieb über den ganzen Verlauf seiner Profikarriere in der US-Profiliga NFL im selben Verein. Nach drei Spielzeiten brach er sich 1961 ein Bein und musste verletzungsbedingt aussetzen. Zwischen 1962 und seinem Rücktritt 1973 spielte er als Guard ohne ein weiteres Spiel auszusetzen. 1964 gelang ihm mit den Browns der Gewinn der NFL Meisterschaft. Er war ab 1964 sieben Mal in Folge im All-Pro-Team sowie ab 1965 sechs Mal in Folge für den Pro Bowl nominiert. Zudem gehört er dem National Football League 1960s All-Decade Team der besten NFL-Spieler der 1960er Jahre an. 2007 wurde er in die Pro Football Hall of Fame aufgenommen.